# Saint-Sigismond, Maine-et-Loire
Saint-Sigismond är en kommun i departementet Maine-et-Loire i regionen Pays de la Loire i nordvästra Frankrike. Kommunen ligger i kantonen Le Louroux-Béconnais som tillhör arrondissementet Angers. År 2021 hade Saint-Sigismond 390 invånare.

## Befolkningsutveckling
Antalet invånare i kommunen Saint-Sigismond
| Referens: INSEE |